# جوزيف مارتينيز
جوزيف مارتينيز (بالإسبانية: Josef Martínez) (مواليد 19 مايو 1993) هو لاعب كرة قدم فنزويلي يلعب كرأس حربة مع نادي إنتر ميامي الأمريكي والمنتخب الفنزويلي.

## مسيرته الكروية

### كاراكاس
لعب مارتينيز لنادي كاراكاس لأول مرة في الحادي والعشرين من أغسطس 2010 ضد نادي أستديانتس دي ميريدا بعدما دخل كبديل في الدقيقة السبعين من المباراة. وقد سجل أول هدف له مع الفريق في مباراة انتهت بالتعادل بنتيجة 2–2 ضد ديبورتيفو بيتاري يوم 21 نوفمبر 2010.

### تورينو
في السابع من يونيو 2014، انتقل مارتينيز إلى نادي تورينو الإيطالي.

## وصلات خارجية
- جوزيف مارتينيز على موقع الدوري الأمريكي (الإنجليزية)
- جوزيف مارتينيز على موقع قاعدة بيانات كرة القدم.إي يو (الإنجليزية)
- جوزيف مارتينيز على موقع ناشيونال فوتبول تيمز (الإنجليزية)
- جوزيف مارتينيز على موقع Soccerway.com (الإنجليزية)
- جوزيف مارتينيز على موقع عالم كرة القدم.نت (الإنجليزية)
- جوزيف مارتينيز على موقع AS.com (الإسبانية)